# 西園寺実宣
西園寺 実宣（さいおんじ さねのぶ）は、戦国時代の公卿。右大臣・西園寺公藤の子。官位は従一位・左大臣。

## 経歴
明応8年（1499年）に叙爵して以降累進し、永正9年（1512年）には参議となり公卿に列する。永正11年（1514年）に権中納言となったが、永正17年（1520年）には伊予国へ下向した。戦国時代に地方に下向した他の公卿と同じく経済的理由であると思われる。
天文元年（1532年）に帰洛し、その翌年から再度朝廷に出仕した。天文4年（1535年）に内大臣、天文6年（1537年）左大臣となり、天文9年（1540年）まで務めた。この間に左近衛大将も兼務している。天文10年（1541年）に薨去。享年46。

## 系譜
- 父：西園寺公藤
- 母：不詳
- 妻：正親町三条実望の娘
  - 男子：西園寺公朝（1515-1590）
  - 男子：西園寺実源
  - 男子：西園寺実雄
  - 女子：慶福院 - 伏見宮邦輔親王御息所
- 妻：久我通言の娘